# Aegyptossauro
Aegyptosaurus é um gênero de saurópode de porte relativamente avantajado. Ele habitou a África durante o período cretáceo há entre 98 a 93 milhões de anos. O Aegyptosaurus viveu no norte de África e conviveu com o espinossauro e com o carcharodontossauro.
Uma característica deste saurópode é a presença de pequenas saliências nas costas, porém ainda não se sabe ao certo a sua função.
O seu corpo tem um comprimento de até 15 m e uma altura de até 6 m, pesando cerca de 30 toneladas.